# My World (album av Emilia Rydberg)
My World är ett studioalbum av den svenska popsångerskan Emilia Rydberg, släppt 2009.

## Låtlista
1. Teardrops - 3:34 (Anders Hansson, kompositör, textförfattare, Sharon Vaughn, kompositör, textförfattare)
2. You're My World - 2:53 (Emilia Rydberg, kompositör, textförfattare, Figge Boström, kompositör, textförfattare)
3. I'll Get Over You - 3:35 (Anders Hansson, kompositör, Emilia Rydberg, kompositör, textförfattare, Sharon Vaughn, kompositör, textförfattare)
4. Coming Home - 2:51 (Stephen Simmonds, kompositör, textförfattare)
5. Two Roads - 3:22  (Daniel Lemma, kompositör, textförfattare, Emilia Rydberg, kompositör, textförfattare)
6. The Story - 3:45 (Mohammed Denebi, kompositör, textförfattare, Emilia Rydberg, kompositör, textförfattare, Björn Djupström, kompositör, textförfattare))
7. Stars - 3:21 (Anders Hansson, kompositör, textförfattare, Emilia Rydberg
8. Song 4 You - 3:17 (Emilia Rydberg, kompositör, textförfattare, Figge Boström, kompositör, textförfattare)
9. Doesn't Get Better - 3:42  (Figge Boström, kompositör, textförfattare, Johan Lindman, kompositör, textförfattare, Björn Djupström, kompositör, textförfattare)
10. Right Side of Life - 3:29 (Mohammed Denebi, kompositör, textförfattare, Emilia Rydberg, kompositör, textförfattare, Figge Boström, kompositör, textförfattare)
11. Luckily - 4:19 (Emilia Rydberg, kompositör, textförfattare, Figge Boström, kompositör, textförfattare)